# Marie-Aimée Méraville
Marie-Aimée Méraville (1902-1963) était une institutrice, romancière, ethnologue des contes auvergnats, critique littéraire, et auteur de nouvelles.
Elle est aussi une écrivain de langue occitane qui à la fois recueille le patrimoine oral du Cantal et compose des textes, tout en élaborant parallèlement une graphie qui se rapproche de la norme occitane classique, au moment où cette dernière n'était pas encore introduite en Auvergne.

## Biographie
Née au hameau de Garret de Condat-en-Feniers  le 20 septembre 1902, décédée à Saint-Flour le 14 septembre 1963, où elle fut institutrice au Cours complémentaire, elle a su restituer l'esprit paysan avec acuité et finesse. Son français plein de saveur semble parfois calqué sur le patois qui fut la langue de sa famille, de ses voisins, de son enfance. M.-A. Méraville est surtout connue par Le Coffre à sel, publié en 1941.
Elle publia ses premiers textes dans la revue de l'Auvergne Littéraire en 1926. Elle fut encouragée par Henri Pourrat, André Chamson, Marcel Aymé, Elian Judas Finbert, Marcel Arland, qui parraineront sa carrière littéraire auprès des grands éditeurs. Elle entretint une correspondance avec Henri Pourrat, Alexandre Vialatte, Marcel Aymé, Marcel Arland.
Elle fut même éditée au Japon.
Elle s’affirma dans les nouvelles - Miroir.
Au long de sa vie, elle collectionna  des contes et des locutions de la Haute Auvergne pour conserver ce patrimoine de la littérature orale auvergnate exprimée en occitan,. La région concernée se situe dans le Cantal, de Saint-Flour à Riom-ès-Montagnes autour du bourg de Condat-en-Feniers où elle était née. Ces contes furent réédités sous le titre Contes populaires de l'Auvergne suivis d’un Mémoire sur la langue et le patois
En octobre 2001 a été créée l'Association des Amis de M.-A. Méraville, présidée par Jean Anglade. Le 26 août 2002 à Saint-Flour, se tenait des Rencontres autour des Facettes littéraires de M.-A. Méraville (cf. La Montagne – Cantal) à l'occasion du centenaire de sa naissance.
Certains de ces textes sont adaptés en spectacle comme Cantalàs et la vache rouge.

## Œuvres
Livres
- Le Coffre à sel, Aubier, 1941 — Réédité avec des illustrations photographiques d’Albert Monier en 1964 (Clermont-Ferrand, éditions G. de Bussac) puis en 2003 (Brioude, éditions Créer  (ISBN 978-2-84819-004-4))
- Monastier-le-Double, R. Laffont, 1944 (portrait de Saint-Flour)
- Miroir, R. Laffont, 1946 — Prix Anaïs-Ségalas de l’Académie française en 1947
- Les Contes du vent frivolant (préf. Marcel Aymé), Horizons de France, 1946
- La Vache, cette noble servante, Albin Michel, 1948 — prix Sully-Olivier de Serres —  Réédition aux éditions Est-Libris-J.P.Gyss (Alfa communication)  (ISBN 978-2-914856-00-3)
- Contes d'Auvergne, Érasme, 1956 — prix des Volcans
  - Contes réédités sous le titre Contes populaires de l'Auvergne suivis d'un Mémoire sur la langue et le patois (Paris, GP Maisonneuve et Larose 1970 et 1982). Contes de l'Auvergne, éditions Royer, Maisonneuve et Larose 1996 (cette réédition ne comprend pas le mémoire sur le patois). Dernière réédition  Contes et légendes d'Auvergne. Mémoire de la langue Mémoires du patois, Quelque part sur terre, 2016[7].
- Contes de la tortue et de l'hirondelle, Gallimard, coll. « La bibliothèque blanche », 1962.

Édition posthume d'inédits
- « Mémoire de la langue, mémoire du patois », Revue de la Haute Auvergne, Aurillac, no spécial « Hommage à Marie-Aimée Méraville (1902-1963) »,‎ 1965